# حجرسعيد (همدان)

تعديل مصدري - تعديل

حجرسعيد هي إحدى قرى عزلة جشم بمديرية همدان التابعة لمحافظة صنعاء، بلغ تعداد سكانها 1584 نسمة حسب تعداد اليمن لعام 2004.